# 4972 Pachelbel
4972 Pachelbel è un asteroide della fascia principale. Scoperto nel 1989, presenta un'orbita caratterizzata da un semiasse maggiore pari a 3,1222085 UA e da un'eccentricità di 0,1884666, inclinata di 1,22627° rispetto all'eclittica.